# Picos Binarios
Los Picos Binarios (en inglés: Binary Peaks) es un pináculo empinado cubierto de nieve a excepción de dos cumbres visibles, situado a unos 3 kilómetros al noroeste de Monte Krokisius y a 4 kilómetros al norte-noroeste de Puerto Moltke, en Georgia del Sur, en el océano Atlántico Sur, cuya soberanía está en disputa entre el Reino Unido el cual las administra como «Territorio Británico de Ultramar de las islas Georgias del Sur y Sandwich del Sur», y la República Argentina que las integra al Departamento Islas del Atlántico Sur, dentro de la Provincia de Tierra del Fuego, Antártida e Islas del Atlántico Sur. Este sitio fue nombrado "Doppelspitz" (picos dobles) por una expedición alemana bajo K. Schrader, 1882 a 1883, y fue identificado por los británicos en una expedición durante 1964 y 1965. El nombre actual fue recomendado por el Comité Antártico de Lugares Geográficos del Reino Unido en 1971.